# 피프로닐
피프로닐은 페닐피라졸 계통에 속하는 비선택성 살충제이다. 피프로닐은 GABAA 수용체의 글루탐산염의존성 염화물(GluCl) 통로와 배위자의존성 이온통로를 차단시킴으로써 곤충의 중추신경계를 교란시키고, 노출된 곤충의 신경과 근육에 과흥분을 유도한다. 프로피닐의 곤충에 대한 선택성은 곤충의 GABAA 수용체가 포유류의 그것보다 더 커다란 결합 친화력을 가졌기 때문일 것으로 보인다. 그리고 GluCl 통로에 대한 작용기작이 포유류에서는 존재하지 않는다. 2017년 즈음 연구에 따르면, 벼룩에게서 피프로닐에 대한 큰 저항성이 나타나지 않은 결과가 있다.
다양한 살충제의 효과 때문에 피프로닐은 집바퀴의 미끼 및 반려동물 벼룩 방제용 제품의 주요 재료로 쓰였을 뿐만 아니라 옥수수밭, 골프장, 상업 잔디용 현장 예찰로도 사용한다. 그런 광범위한 사용(과용)은 신중한 주의가 필요한 적용 대상에 특정 효과를 일으킨다. 사람이나 생태계에 가능성 높은 유해성에 대한 관찰이 진행 중에 있으며 살충제 저항성 발달에 대해서도 예찰 중이다.

## 물리적 특성
피프로닐 (IUPAC명은 5-아미노-1-[2,6-디클로로-4-(트리크루오로메틸)페닐]-4-(트리플루오로메틸설피닐)파이라졸-3-카보니트라일 (5-amino-1-[2,6-dichloro-4-(trifluoromethyl)phenyl]-4-(trifluoromethylsulfinyl)pyrazole-3-carbonitrile))은 하얀색의 고형 분제로 곰팡내가 난다. 한 해 동안 상온에 보관해 두면 효력에 문제가 없으나 햇빛에 노출되면 서서히 감퇴하고 금속 이온에 대해서는 불안정해진다..

## 이용
피프로닐은 다양한 종류의 작물에서 마찬가지로 다양한 종의 해충에 쓰이는 작물보호제이다. 주로 원예작물에 발생하는 나비목과 메뚜기목 해충, 토양 내에서 살아가는 딱정벌레목 해충을 방제하는 쪽으로 쓰인다. 이 뿐만 아니라 흰개미 및 바퀴벌레 방제, 개미 방제 목적으로도 이용하는데 미국의 경우, 피프로닐은 텍사스 농림부와 미국 환경보호청으로부터 곤충학자가 적극식별한 텍사스의 여러 마을에서 2022년까지 라즈베리 미치광이개미(Rasberry crazy ant)를 방제하는 약품으로 승인받았다.
뉴질랜드에서는 피프로닐을 땅벌 모식종을 예찰하기 위한 시도로 사용 중에 있다. 땅벌은 뉴질랜드의 고유 생물 다양성에 크나 큰 위협이기 때문이다. 현재는 땅벌의 지역 박멸을 하기 위해 보호국(Department of Conservation)에서 사용되고 있으며 외래침입종인 아르헨티나개미에 대한 예찰용으로 추천받고 있다. 피프로닐은 또한 수많은  반려동물용의 상업 살진드기제와 살벼룩제에 들어가는 유효성분이다.

## 효과

### 독성
피프로닐은 세계보건기구에서 중간 정도의 독성을 갖춘 2급 살충제로 지정되어 있으며 급성 경구독성으로 LD50 97 mg/kg이다. 이것은 쥐에게 있어 급독성이며 경구 및 흡입독성으로 중간 정도의 위험성을 지녔다. 쥐를 기준으로 24시간 피부 노출 시 피부 흡수량은 1% 미만이었고 독성은 그보다 낮을 것으로 여겨진다. 토끼를 상대로는 매우 큰 독성을 지녔음이 밝혀졌다.
광퇴화한 MB46513이나 데설피닐피프로은, 포유류에게 10개의 인자 중 한 가지로 인해 피프로닐 그 자체보다 더 높은 급독성을 가지고 있다는 것을 나타낸다.
섭취 시 급독성에 따른 중독 증상으로는 오한, 메스꺼움, 구토, 두통, 복통, 어지럼증, 불안 증세, 허약 증세, 그리고 긴장간대발작이 있다. 피프로닐 노출로 인한 임상 징후는 보통 가역적이면서도 우연히 해결하기도 한다. 2011년 즈음 사람에 대한 피프로닐의 만성 효과에 대한 정보 정보가 없었다. 미 환경보호청은 피프로닐을 쥐의 암수 모두에서 나타난  갑상선 난포세포종양의 증가에 기반하여 C 그룹 발암물질로 규정했다. 하지만 2011년 즈음 사람에서 피프로닐로 인한 발암물질의 효과가 작용하는가에 대한 데이터를 이용할 수 없었다.
프론트라인 사의 탑스팟(Frontline TopSpot) 제품 두 개가 뉴욕 환경보호국의 감사를 받았는데, 근로자들이 이 제품을 사용하고도 아무런 커다란 노출 위험이 없다는 주장을 제기하기 위해서였다. 그러나 프론트라인 사의 분무제에서 사람 위험 노출성에 대한 우려가 커지게 되었다. 1996년 분무제 제품 등록에 대한 거부로 이어져, 상업성 반려동물 조련사와 수의사들은 그들이 하루에 대형견 스무 마리 이상 씩 데리고 있어야 한다는 가정 하에 분무제로 처리하면 피부 흡수 및 흡입에 따른 장기노출로 인해 위험에 처할지도 모른다고 생각했다.
어느 정도 양이 되어야 피부를 통해 흡수되는 아세타미프리드, 클로티아니딘, 이미다클로프리드, 티아메소잠 같은 네오니코티노이드와 비교해볼 때 상당량의 피프로닐이 피부로 흡수된다.

### 오염수 음용
2021년 미국 EPA는 프로피닐을 음용안전법 하에 미래의 조절로 이끌 수 있는 오염 후보 목록 5종(CCL 5)에 올려두었다.

## 역사

### 개발사
피프로닐은 1985년에서 1987년 사이 론-풀렝(Rhône-Poulenc)이 밝혀내고 개발했다. 그리고 1993년  B2 미국 특허 5,232,940 B2에 따라 시장에 내놓았다. 1987에서 1996년 사이, 피프로닐을 전세계 60 종의 작물에 대하여 해충 250종 이상을 적용시켰는데, 1997년 피프로닐 전체 생산량 중 39%가 작물 보호용으로 차지했다. 2003년 이후로는 BASF가 수 많은 나라에 피프로닐 기반의 제품을 생산하고 팔 수 있는 특허권을 풀어주었다.

### 2017년 달걀 피프로닐 오염 사건
2017년 달걀 피프로닐 오염 사건은 살충제 오염 달걀과 그 제품이 유럽과 대한민국으로 퍼진 사건을 말한다. 달걀은 조사 결과 피프로닐을 함유한 것으로 밝혀졌고 이는 EU 소속국 중 15곳, 스위스, 홍콩에 분포해 있었다. 대략 달걀 700,000개가 영국에만 선반에 도달한 것으로 여겨진다. 대만에서는 양계장 44곳의 달걀이 전부 피프로닐 기준치를 초과한 것으로 밝혀졌다.

## 같이 보기
- 농약
- 살충제